# Élections législatives dominiquaises de 2022
Les élections législatives dominiquaises de 2022 ont lieu le 6 décembre 2022 sur l'île de Dominique afin de renouveler les 21 membres de son assemblée.
Les élections sont organisées de manière anticipée deux ans avant la date prévue, le Premier ministre travailliste Roosevelt Skerrit ayant décidé de convoquer à l'avance les électeurs afin de préparer son retrait du pouvoir en 2024.
Le scrutin est boycotté par le principal parti d'opposition, le Parti uni des travailleurs, qui reproche au gouvernement de n'avoir toujours pas mis en œuvre de réforme électorale. Ce sujet avait en effet conduit lors des élections de décembre 2019 à des manifestations de grande ampleur à la suite du refus du gouvernement d'entreprendre cette réforme, conduisant à des accusations de fraude électorale de la part de l'opposition.
Les élections voient la reconduction du parti travailliste, qui remporte 19 des 21 sièges pourvu au suffrage direct, assurant ainsi le maintien de Roosevelt Skerrit au poste de Premier ministre.

## Contexte

### Législatives de 2019

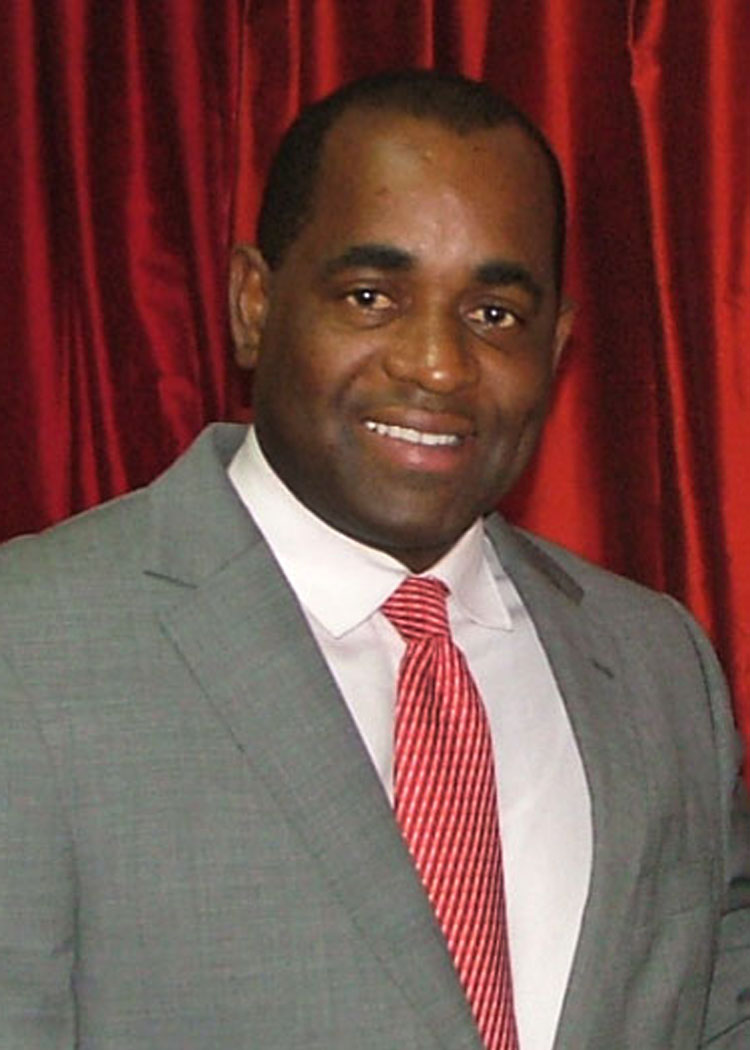
Le premier ministre travailliste Roosevelt Skerrit.

Au pouvoir depuis les élections de janvier 2000, le Parti travailliste (DLP) est dirigé depuis celles de mai 2005 par le Premier ministre Roosevelt Skerrit. Ce dernier est reconduit en 2019 pour un quatrième mandat, fort d'un bon bilan économique et de sa bonne gestion du passage de la tempête tropicale Erika en 2015 et de l’ouragan Maria en 2017,. 
Les élections de décembre 2019 sont cependant l'objet d'une vive polémique, le Parti uni des travailleurs (UWP) mené par Lennox Linton accusant le gouvernement sortant d’empêcher la mise à jour des listes électorales et la création d'un système de carte d'électeur, recommandés par la CARICOM, l'OEA et le Commonwealth, qui estiment le système électoral trop facilement susceptible d'être dévoyé à des fins de fraude électorale,. Le système permet en effet de voter sur la seule base de la présence sur les listes du nom donné aux assesseur lors de l'entrée dans le bureau de vote, sans vérification d'identité ni présentation d'une carte d'électeur. Or, ces listes contiennent une grande quantité de personnes décédés dont le nom n'aurait jamais été rayé, cette procédure nécessitant que la famille du défunt remplisse un formulaire dédié. De même, si les individus ayant quittés le pays depuis plus de cinq ans perdent théoriquement leur droit de vote, ce retrait n'est effectué qu'à leur propre demande. Le vote de la diaspora est notamment pointé du doigt, des électeurs ne retournant parfois sur l'île que pour y voter. Selon le Parti uni des travailleurs, un grand nombre d'entre eux ne le ferait qu'à la faveur d'un déplacement payé ouvertement par le parti au pouvoir, ce qu'il qualifie d'achat de voix,.
Les appels de la CARICOM, de l'OEA et du Commonwealth à réformer le système électoral pour combler ces failles sont rejetées par le gouvernement dominiquais qui les qualifient de couteuses, inefficaces et impossibles à effectuer à temps pour les législatives, arguant que les règles actuelles sont en vigueur depuis l'indépendance du pays en 1978 et que des gouvernements du Parti travailliste comme du Parti uni des travailleurs ont été élus via leur application,. Ce refus amène l'UWP à accuser le gouvernement de Roosevelt Skerrit d'être corrompu et de ne pas vouloir réformer le système électoral pour mieux pouvoir abuser de ses failles. Des manifestations de grande ampleur ont lieu dans le pays dans les mois qui suivent, aggravées à la mi-novembre par le refus du Premier ministre de rencontrer les représentants des manifestants venus exposer leurs griefs. L'opposition ayant tentée sans succès de reporter le scrutin, seuls le Parti travailliste (DLP) et le Parti uni des travailleurs (UWP) participent aux élections, le Parti de la liberté de la Dominique (DFP) s'étant retiré au profit de l'UWP sur la décision de son dirigeant, Kent Vital.
De son côté, le gouvernement travailliste, membre de l’Alliance bolivarienne pour les Amériques (ALBA), accuse l'Organisation des États américains de tenter de s'immiscer dans le processus électoral, comme selon lui en Bolivie un mois plus tôt afin de provoquer un changement de gouvernement. Le premier ministre refuse par conséquent la présence d'une mission d'observation de l'OEA lors du scrutin, soutenu en cela par plusieurs chefs de gouvernements de la région. Le premier ministre de Saint-Vincent-et-les-Grenadines, Ralph Gonsalves qualifie ainsi l'organisation et ses dirigeants d'« ennemis des forces démocratiques et progressistes du continent ». Les observateurs de la Communauté caribéenne et du Commonwealth sont quant à eux autorisés à se déployer dans le pays et à rencontrer les différents acteurs politiques et membres de la société civiles. Roosevelt Skerrit qualifie les allégations de fraude électorale de mensonges, et accuse Lennox Linton de vouloir « un changement de gouvernement sans affronter d’élections ». 
Le parti travailliste l'emporte dans 18 circonscriptions sur 21, augmentant ainsi de deux sièges sa majorité à l'assemblée et permettant à la formation d'être reconduite pour un cinquième mandat consécutif, un record sur l'île. Roosevelt Skerrit se maintient au poste de Premier ministre pour un quatrième mandat consécutif. Il appelle dès l'annonce des résultats ses opposants à « mettre fin à leurs comportements de ces dernières semaines, à reconnaitre le résultat des élections et à travailler pour la paix », assurant que son gouvernement poursuivra sa politique visant à consolider l'accès au logements, à l'éducation et à la santé tout en travaillant pour la paix et l'unité.

### Élections anticipées
A la surprise générale, Roosevelt Skerrit prononce le 6 novembre 2022 une allocution dans laquelle il annonce son retrait en avril 2025 de la vie politique, et la convocation d'élections anticipées le 6 décembre suivant. Le Premier ministre met en avant sa volonté de préparer sa succession au sein d'une nouvelle génération du Parti travailliste, et de bénéficier d'un mandat renouvelé pour reconstruire entretemps l'économie du pays. Cette dernière — encore convalescente après les importantes destructions causées par l'ouragan Maria — a en effet vu son important secteur touristique très durement touché par la Pandémie de Covid-19 et l'arrêt des flux de voyageurs qui s'en est ensuivi,.
L'annonce, qui intervient au lendemain de graves inondations, provoque de très vives critiques de la part de l'opposition,. La tenue des élections en décembre 2022 les place en effet juste avant l'adoption prévue fin janvier 2023 du projet de loi sur la réforme électorale. Qualifiant le scrutin d'« élection frauduleuse », d'« affront à la démocratie » et d'« insulte à la population », l'UWP accuse le Premier ministre de faire passer ses intérêts personnels avant ceux de la population. La date de l'annonce du Premier ministre intervient par ailleurs en pleine transition à la tête de l'UWP, Lennox Linton venant d'annoncer le 30 septembre 2022 son retrait prochain de la vie politique. Le Premier ministre est alors soupçonné d'avoir voulu tirer profit de cette vacance du Chef de l'opposition, influencé par la défaite de son confrère Keith Mitchell aux élections législatives grenadiennes de 2022, organisées dans un contexte similaire mais plusieurs mois après l'arrivée d'un nouveau chef de l'opposition.
Considérant que le scrutin ne peut avoir à nouveau lieu sans liste électorale à jour ni système de carte d'électeurs, l'UWP finit par annoncer deux jours après l'allocution sa décision de boycotter les élections, qui se tiennent par conséquent en l'absence du principal parti d'opposition,. L'UWP se choisit un nouveau chef en la personne de Thomson Fontaine, qui succède à Lennox Linton le 30 novembre.
Un nouveau parti créé en août 2022, l’Équipe unifiée de la Dominique (TUD), se retrouve ainsi seul en lice face au parti travailliste, et appelle à la formation d'une coalition anti-Skerrit. Plusieurs dizaines de candidats choisissent de se présenter sans étiquette,. Au dépôt des listes le 18 novembre 2022, les candidats du DLP se retrouvent sans opposants dans six circonscriptions, dont celle où se représente le Premier Ministre sortant. Roosevelt Skerrit procède cependant à un renouvellement préalable en interne. Un total de huit membres du gouvernement sortant dont sept ministres ainsi que le président de l'assemblée, Joseph Isaac, ne bénéficient ainsi pas de l'étiquette du parti, qui présente de nouveau candidats dans leurs circonscriptions.

## Mode de scrutin

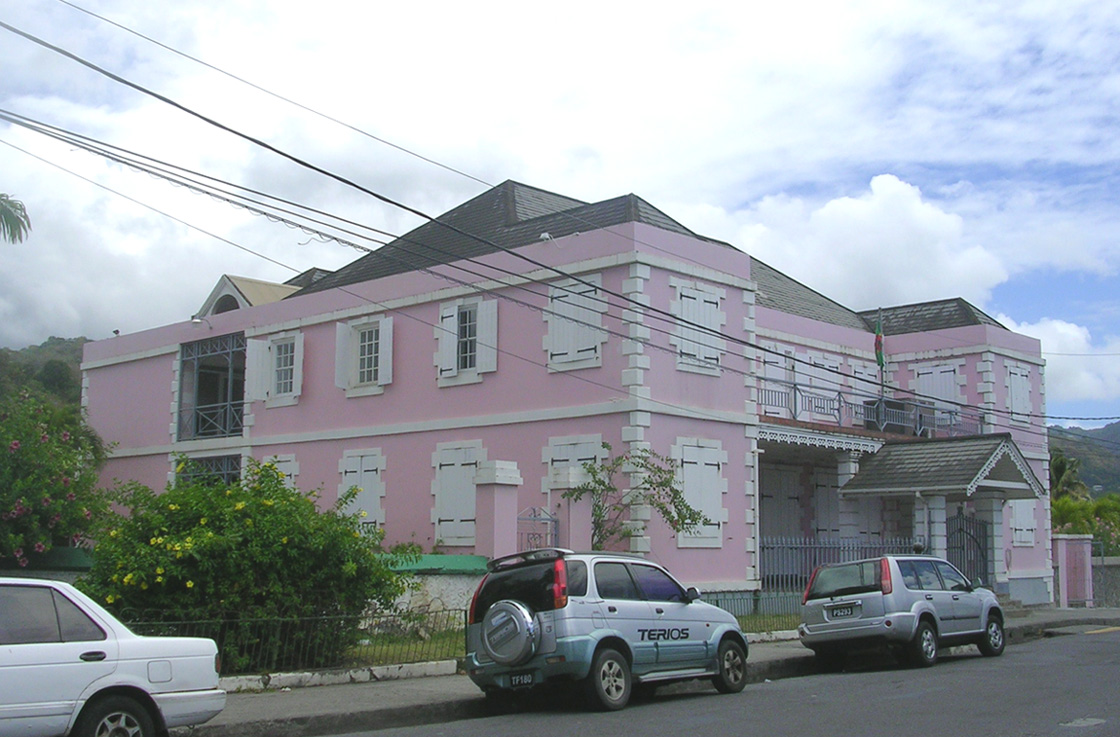
Bâtiment de l'assemblée à Roseau.

L'Assemblée de la Dominique est un parlement unicaméral composé de 30 à 32 sièges pourvus pour des mandats de cinq ans, dont 21 au suffrage direct au scrutin uninominal majoritaire à un tour dans autant de circonscriptions. Les députés élus décident par la suite du mode d'attribution des sièges des neuf autres membres. Ces derniers, dits sénateurs, sont soit élus au scrutin indirect par les députés, soit désignés par le président de la Dominique dont cinq sur recommandation du Premier ministre et quatre sur celle du chef de l'opposition. Enfin, les deux derniers sièges sont réservés ex officio au procureur général et au président de l'Assemblée s'ils ne sont pas issus des rangs des parlementaires.

## Forces en présence
| Parti | Parti                                                    | Idéologie                       | Chef de file      | Résultats en 2019          |
| ----- | -------------------------------------------------------- | ------------------------------- | ----------------- | -------------------------- |
|       | Parti travailliste Dominica Labour Party (DLP)           | Centre gauche Social-démocratie | Roosevelt Skerrit | 59,01 % des voix 18 sièges |
|       | Équipe unifiée de la Dominique Team Unity Dominica (TUD) | Centre Agrarisme                | Alex Bruno        | Nouveau                    |

## Résultats
|                           |                                      |        |               |       |        |               |  |  |  |
| Partis                    | Partis                               | Votes  | %             | +/–   | Sièges | +/–           |  |  |  |
|                           | Parti travailliste (DLP)             | 15 214 | 82,38         | 23,37 | 19     | 1             |  |  |  |
|                           | Équipe unifiée de la Dominique (TUD) | 153    | 0,82          | Nv    | 0      | en stagnation |  |  |  |
|                           | Indépendants                         | 3 102  | 16,80         | Nv    | 2      | 2             |  |  |  |
|                           | Sénateurs, membres nommés            |        |               |       | 9      | en stagnation |  |  |  |
|                           | Membres ex officio                   | 2      | en stagnation |       |        |               |  |  |  |
|                           |                                      |        |               |       |        |               |  |  |  |
| Votes valides             | Votes valides                        | 18 469 | 96,87         |       |        |               |  |  |  |
| Votes blancs et invalides | Votes blancs et invalides            | 597    | 3,13          |       |        |               |  |  |  |
| Total                     | Total                                | 19 066 | 100           | –     | 32     | en stagnation |  |  |  |
| Abstention                | Abstention                           | 41 264 | 68,40         |       |        |               |  |  |  |
| Inscrits/Participation    | Inscrits/Participation               | 60 330 | 31,60         |       |        |               |  |  |  |

## Analyse
Le Parti travailliste (DLP) est reconduit sans surprises dans le contexte du boycott des principaux partis d'opposition. Avec 19 sièges sur 21 pourvu au suffrage direct, le DLP accroit sa majorité, les sièges restants allant à des candidats sans étiquettes. Reconduit au poste de Premier ministre pour un cinquième mandat, Roosevelt Skerrit qualifie le scrutin de « crédible, libre et équitable ». Son investiture intervient le 7 décembre, au lendemain du scrutin,, suivie le 14 décembre de la prestation de serment des membres de son nouveau gouvernement.